# Szikszói csata
Az Abaúj vármegyei Szikszó mezőváros mellett a török hódoltság korában több ütközetre került sor. Bár Szikszó hivatalosan a királyi Magyarországhoz tartozott, a budai pasa többször is adófizetésre kényszerítette. Amikor ez nehézségbe ütközött, akkor került sor a török csapatok megjelenésére.

## Csaták

### Az első csata
1558. október 13-án Velicán füleki bég rabolta ki és gyújtotta fel a várost, a zsákmánnyal visszavonuló csapatait másnap Sajókazánál érte utol a Bebek György és Telekessy Imre által vezetett magyar végvári katonaság és vereséget mért azt ellenségre.
Szikszó 1564-ben már biztosan adót fizetett a töröknek, ennek ellenére továbbra sem szűnt meg a fenyegetettsége.

### A második csata
1577. november 10-én, vasárnap ismét egy füleki bég,
Ferhát támadta meg a várost. A támadást az országos vásár idejére időzítették; a török csapatok éjszaka közelítették meg és éppen a vasárnap délelőtti prédikáció idején érték el Szikszót. Még a templom kerítésén is túljutottak, de magát a templomot nem tudták
elfoglalni; a harc és a rablás az esti órákig folyt a nevezetes 1577. évi üstökös fényénél. Másnap este a hazatérő portyázókat a már szokásosnak mondható helyen, a Sajó gázlójánál (Sajószentpéternél, más forrás szerint Vadnánál) érték utol a szendrői katonák Claudius a Roussel főkapitány és Rákóczi Zsigmond vezetésével, majd megérkezett
Kassáról Geszti Ferenc és Prépostváry Bálint csapata is. A seregek létszámáról különböző adatok maradtak ránk, az biztos, hogy a törökök túlerőben voltak.

### A harmadik csata

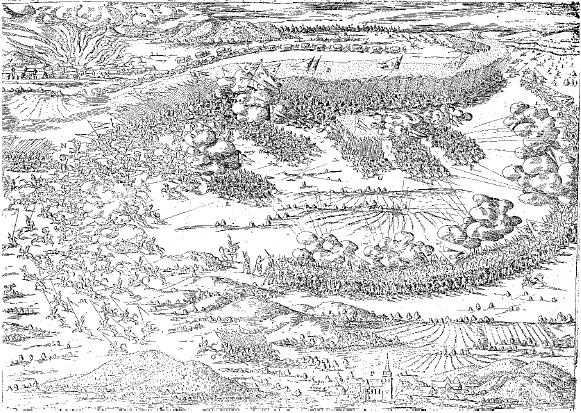
A szikszói csata 1588-ban (német metszet)

1588-ban Szinán budai pasa, katonáival a királyi Magyarországhoz tartozó és a Portának való adófizetést megtagadó Szikszó ellen vonultak. Október 8-án az oszmán katonák már a mezővárosban jártak és fosztogattak, amikor megérkezett a Rákóczi Zsigmond egri várkapitány vezetett végvári felmentő sereg. A 11 ezer fős török sereggel szemben, a magyar–német haderő 2400-2500 fős lehetett. A túlerő ellenére mégis ez utóbbiak arattak győzelmet. Több mint kétezer oszmán, és mintegy 400-500 magyar és német halottja volt az összecsapásnak. Ezen incidens nyomán, a prágai Habsburg-udvar felfüggesztette a drinápolyi békében rögzített, évi 30 ezer arany „tisztességes ajándék” fizetését, amire válaszul a Porta háborúval fenyegetőzött.